# Podujevo (kommun)
Podujevo (serbiska: Opština Podujevo, albanska: Komuna e Podujevës, serbiska: Општина Подујево, Подујево, albanska: Podujevë, Komuna e Besianës, Podujevës) är en kommun i Kosovo. Den ligger i den nordöstra delen av landet, 25 km norr om huvudstaden Priština. Antalet invånare är 87 933. Arean är 633 kvadratkilometer.
Terrängen i Podujevo är huvudsakligen kuperad, men åt nordväst är den bergig.